# Erik Skyum-Nielsen
Erik Skyum-Nielsen (født 14. marts 1952 på Frederiksberg) er en dansk litteraturhistoriker.
Han er søn af professor Svend Skyum-Nielsen og Kirsten Salling f. Hansen, blev student fra Holte Gymnasium 1970 og blev mag. art. i nordisk litteratur ved Københavns Universitet i 1974. Fra 2003 har han været ansat som lektor ved samme efter først at have været dansk lektor ved Islands Universitet.
Han fungerer desuden som litteraturanmelder ved dagbladet Information.
Han var i perioden 2004-2010 provst på kollegiet Regensen.
Erik Skyum-Nielsen har udgivet en række bøger, bl.a. Ideologi og æstetik i H.C. Branners sene forfatterskab (1980), Den oversatte klassiker : tre essays om litterær traditionsformidling (1997), Engle i sneen: lyrik og prosa i 90erne (2000), Møder med Madsen (samtalebog med Svend Åge Madsen, 2009) og Et skrivende dyr (samtalebog med Bent Vinn Nielsen, 2011).
Desuden er der udkommet samlinger af hans litteraturkritik i bøgerne Fra ånden i munden: litteraturkritiske bidrag (2000) og Ordet fanger: litterær kritik i udvalg ved Christian Lund (2002).
Han virker også som oversætter fra islandsk og har bl.a. oversat Einar Már Guðmundssons forfatterskab til dansk.
Modersmål-Selskabet tildelte Erik Skyum-Nielsen Modersmål-Prisen 2022.  